# Old Rosskeen Parish Church

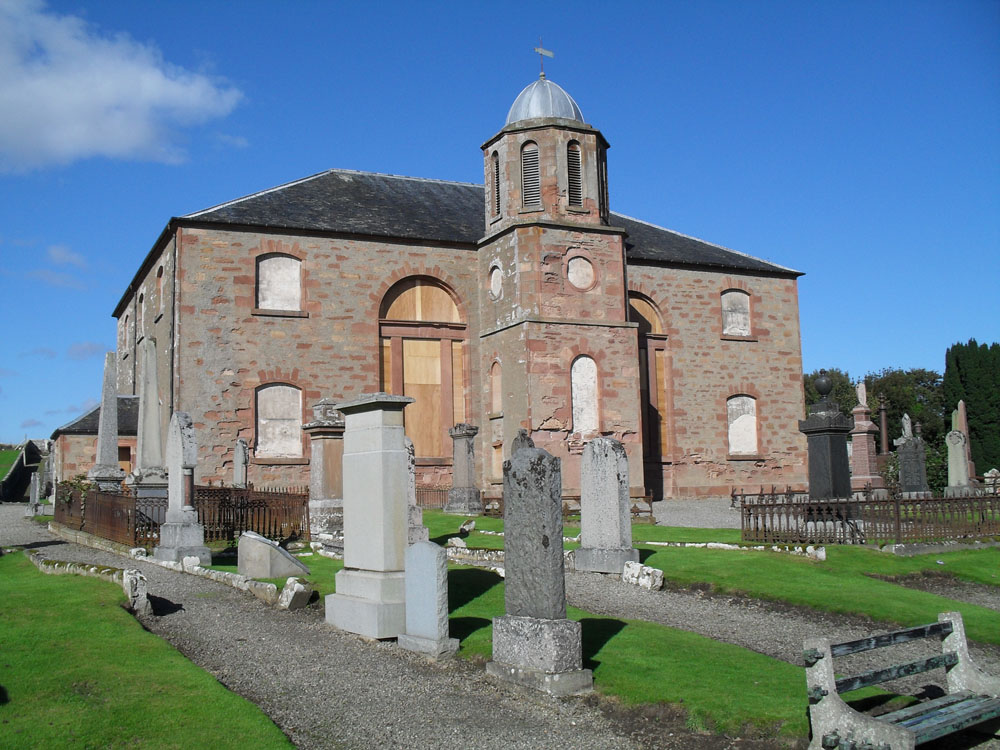
Old Rosskeen Parish Church

Die Old Rosskeen Parish Church ist eine ehemalige Pfarrkirche der presbyterianischen Church of Scotland in dem schottischen Weiler Rosskeen in der Council Area Highland. 1971 wurde das Bauwerk in die schottischen Denkmallisten in der höchsten Denkmalkategorie A aufgenommen.

## Geschichte
Auf dem umgebenden Friedhof befinden sich die Überreste einer Vorgängerkirche, deren Bauzeitraum aufgrund architektonischer Details auf das 13. oder 14. Jahrhundert datiert wird. Als Ruine diente sie den Munros als Grablege. Die Old Rosskeen Parish Church wurde von 1830 bis 1832 errichtet. Als Entwerfer wird James Smith genannt. 1853 wurde Andrew Maitland mit der Überarbeitung des Gebäudes betraut.
Bereits 1947 wurde die Rosskeen Parish Church aufgelassen und steht seitdem leer. 1967, 1972 und 1980 wurde ihr Abriss beantragt und jeweils negativ beschieden. Es wurden verschiedene Vorschläge zur Weiternutzung erörtert, bisher jedoch nur, in der Sache ergebnislos, die Nutzung als Wohnraum aufgrund des umgebenden Friedhofs ausgeschlossen. 1990 wurde sie in das schottische Register gefährdeter denkmalgeschützter Objekte eingetragen. 2021 wurde ihr Zustand als ausreichend bei geringem Risiko eingestuft.

## Beschreibung
Die Old Rosskeen Parish Church steht weitgehend isoliert inmitten eines bis heute genutzten Friedhofs. Sie befindet sich etwa auf halber Strecke zwischen den Ortschaften Invergordon und Alness nahe dem Nordufer des Cromarty Firths. Ihr rechteckiger Körper besteht aus grob behauenem Bruchstein mit teilweisem Harl-Verputz. Vor der südostexponierten Hauptfassade erhebt sich der dreigeschossige Glockenturm mit quadratischem Grundriss. Er ist im Erdgeschoss mit Rundbogenfenstern und im mittleren Geschoss mit Oculi ausgeführt. Darauf ruht eine oktogonale Trommel mit Metallkuppel. Hohe Drillingsfenster mit rundbogigen Kämpferfenstern flankieren den Turm. Die übrigen Fenster sind segmentbogig ausgeführt. Das Gebäude schließt mit einem schiefergedeckten Plattformdach.